# Bernie Worrell
Bernie Worrell, rodným jménem George Bernard Worrell, Jr., (19. dubna 1944, Long Branch, New Jersey, USA – 24. června 2016, Everson, Washington) byl americký hudebník a skladatel hrající na klávesy, klavír, varhany a syntezátory.

## Život
Narodil se v Long Branch v New Jersey. První lekce hry na klavír dostal ve svých třech letech a již v osmi napsal svůj první klavírní koncert. Později studoval hudbu na Juilliard School v New Yorku a roku 1967 absolvoval Novoanglickou hudební konzervatoř v Bostonu. Během studií působil ve skupině Chubby & The Turnpikes, z jíž se později (až po jeho odchodu) stala skupina Tavares. Počátkem sedmdesátých let začal spolupracovat s Georgem Clintonem a jeho projektem Parliament-Funkadelic. Se skupinou byl roku 1997 uveden do Rock and Roll Hall of Fame. Své první sólové album nazvané All the Woo in the World vydal v roce 1978 a následovala řada dalších. V osmdesátých letech působil ve skupině Talking Heads, jíž však nebyl plnohodnotným členem. Se skupinou vystupoval například ve filmu Stop Making Sense. Roku 2005 o něm režisér Philip Di Fiore natočil dokumentární film Stranger: Bernie Worrell on Earth. V lednu 2016 mu byl diagnostikován karcinom plic. Zemřel v červnu toho roku ve věku 72 let ve městě Everson ve Washingtonu.